# Lista de demônios
Esta é uma lista de demônios, incluindo ambos demônios específicos (ex. Satã) e espécies de demônios (ex. Súcubo), embora em alguns casos, um deus ou uma deusa de uma outra religião possa ser considerado um demônio em uma outra religião.
Nota os itens são encontrados na Bibliografia ou de outra forma na referência do item.

## A
- Abaddon (mitologia cristã)
- Abalam (mitologia cristã)
- Abel (gnóstica-cristã)[1]

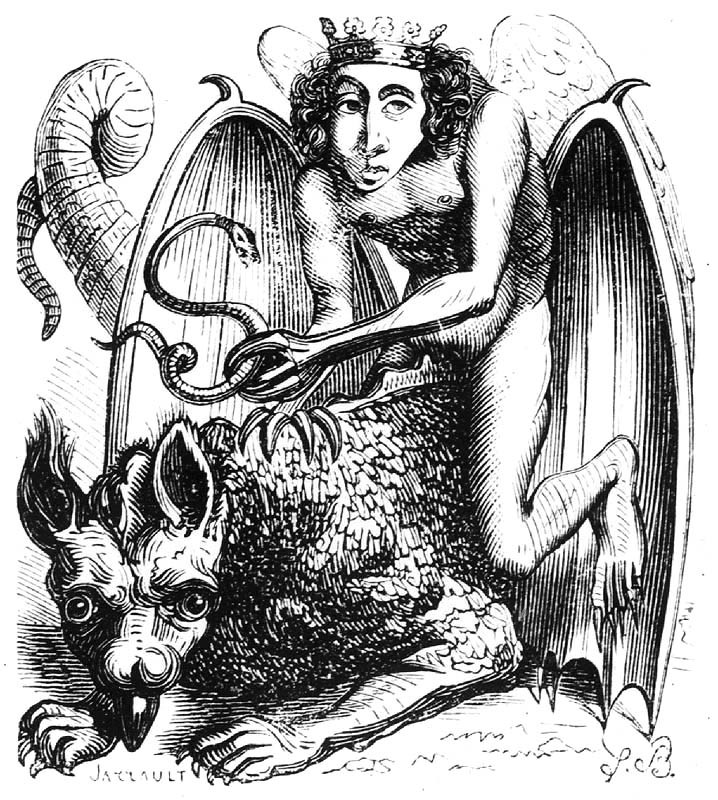
"Astaroth, o príncipe infernal", ilustração de Louis Breton no Dictionnaire Infernal de J.A.S. Collin de Plancy, 1863

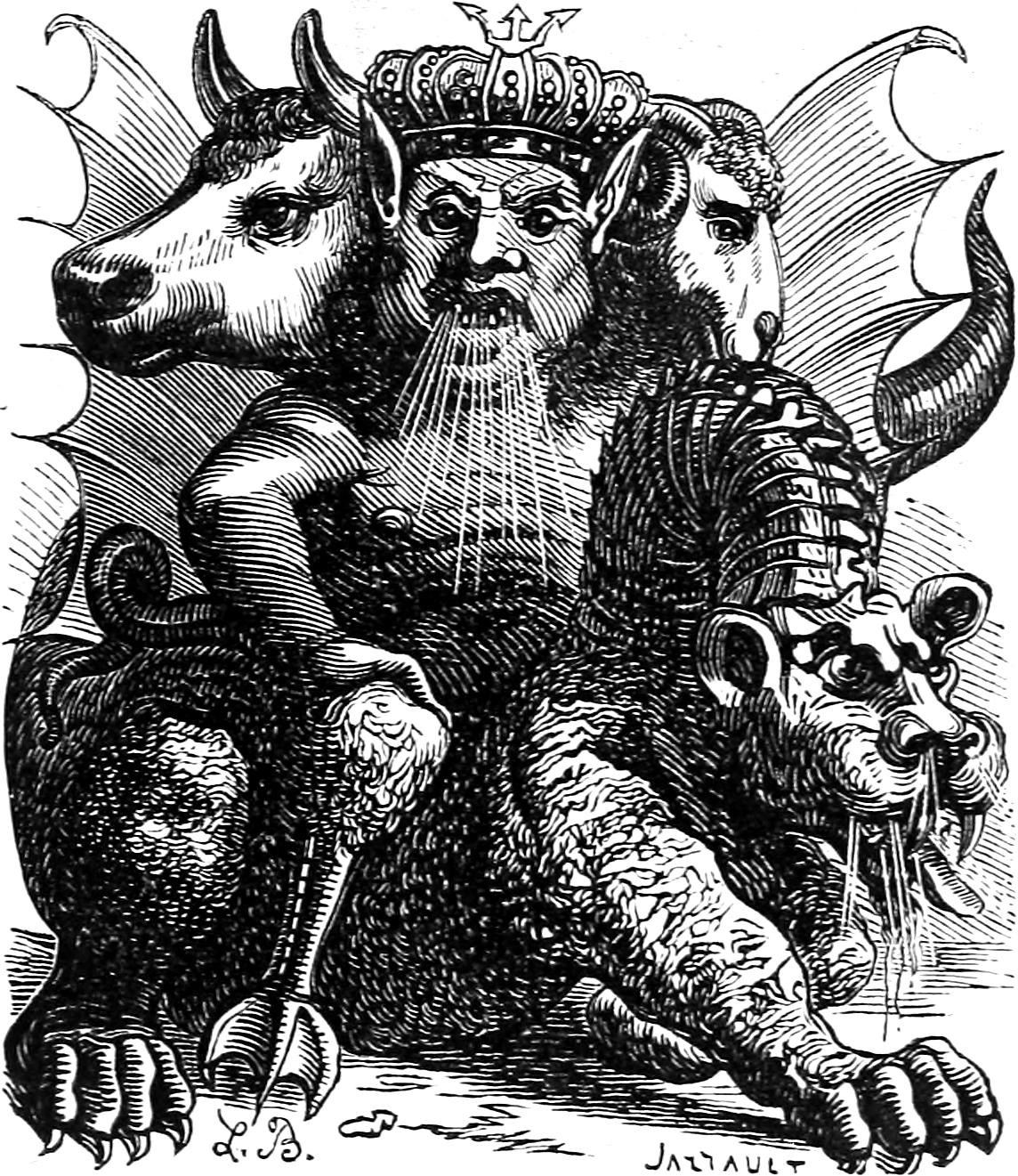
"Asmodeus", ilustração de Louis Breton no Dictionnaire Infernal de J.A.S. Collin de Plancy, 1863

- Abezethibou (Testamento de Salomão)
- Abraxas/Abracas (Gnosticismo)
- Abrisene (gnóstica-cristã)[1]
- Abyzou (mitologia judaica)
- Adonin (gnóstica-cristã)[1]
- Adrameleque (mitologia assíria, demonologia cristã)
- Aesma (zoroastrismo)
- Agaliarepte (mitologia judaica)
- Agrat bat Mahlat (mitologia judaica)
- Agares (mitologia cristã)
- Agiel (mitologia judaica)
- Ahriman/Angra Mainyu (zoroastrismo)
- Aim/Haborym (mitologia cristã, Ars Goetia)
- Aka Manah/Akem Manah/Akoman/Akvan (zoroastrismo)
- Akira (mitologia bigottia)
- Ala (Mitologia eslava)
- Alal (mitologia caldeia)
- Alastor (mitologia cristã)
- Alloces/Allocer (mitologia cristã)
- Allu (mitologia acadiana)
- Alus Mabus (mitologia miliciana)
- Amaymon (mitologia cristã)
- Amdusias (mitologia cristã, Ars Goetia)
- Amy/Amousias (mitologia cristã)
- Anameleque (mitologia assíria)
- Andhaka (Mitologia hindu)
- Andras  (mitologia cristã, Ars Goetia)
- Andrealfo (mitologia cristã, Ars Goetia)
- Andromálio (mitologia cristã, Ars Goetia)
- Anzu (mitologia mesopotâmica)
- Armaros  (mitologia judaica)
- Armoupieel (gnóstica-cristã)[1]
- Aariel (mitologia cristã, Ars Theurgia)
- Arconte (gnosticismo)
- Asague (mitologia suméria)
- Asacu (mitologia acádia)
- Asb'el (mitologia judaica)
- Asmodeus (mitologia judaica, demonologia cristã)
- Asthaphaios (gnóstica-cristã)[1]
- Astaroth (demonologia cristã)
- Asura (mitologia hindu)
- Athoth (gnóstica-cristã)[1]
- Azazel / Azaz'el (mitologia judaica)
- Azi Dahaka/Dahak (zoroastrismo)

## B
- Baal/Bael (mitologia cristã)
- Balam (mitologia cristã)
- Barão (mitologia católica)[2]
- Balberith (mitologia judaica)
- Bali Raj (mitologia hindu)
- Banshee (mitologia irlandesa)
- Baphomet (folclore cristão)
- Barbas (mitologia cristã)
- Barbatos (mitologia cristã)

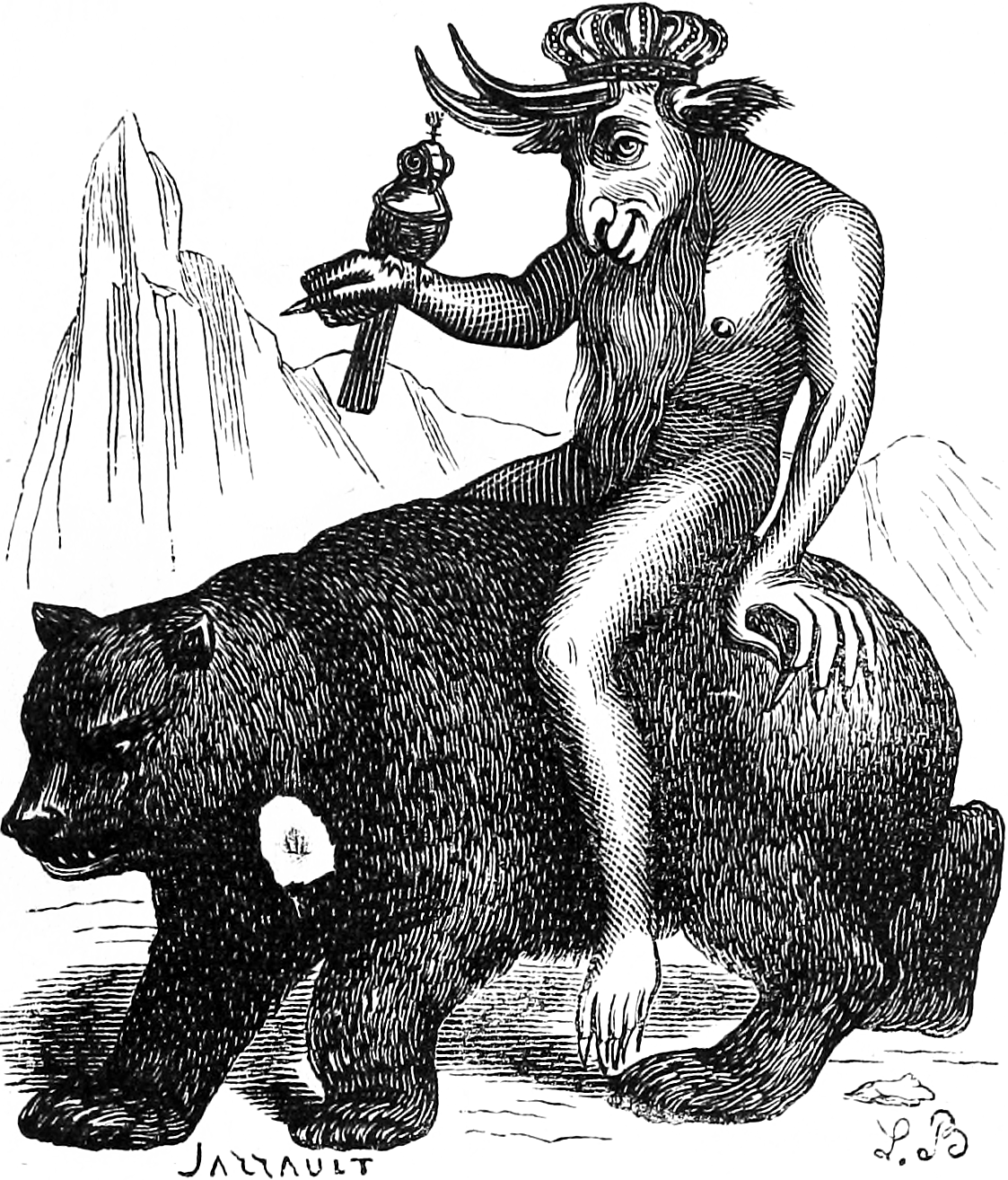
"Balam ", ilustração de Louis Breton no Dictionnaire Infernal de J.A.S. Collin de Plancy, 1863

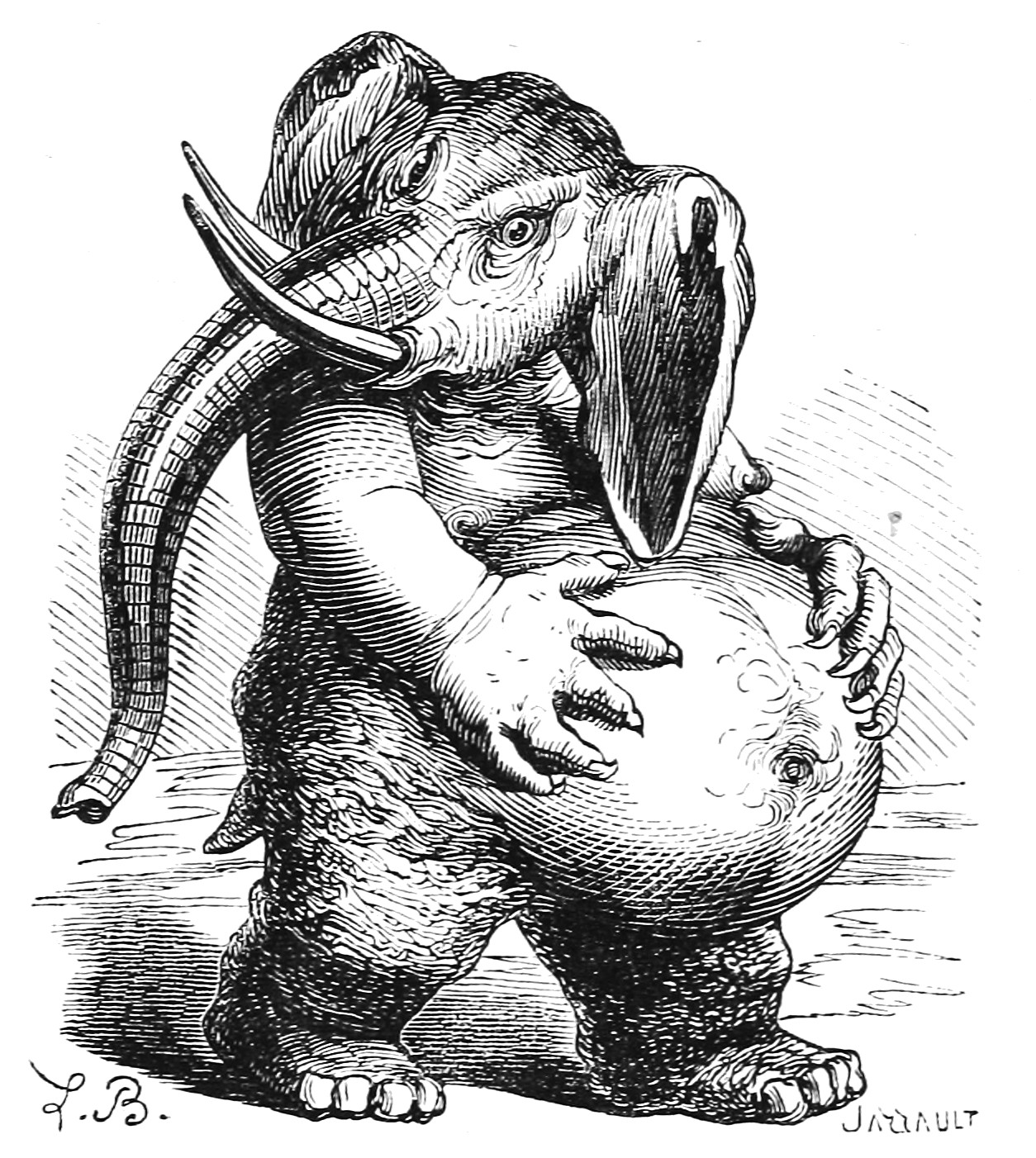
"Behemoth", ilustração de Louis Breton no Dictionnaire Infernal de J.A.S. Collin de Plancy, 1863

- Bathin/Mathim/Bathym/Marthim (demonologia cristã)
- Beball (mitologia cristã)
- Belzebu (mitologia judaica, demonologia cristã)
- Behemoth (mitologia judaica)
- Belias/Belial/Beliel (mitologia judaica, mitologia cristã)[1]
- Beleth (mitologia cristã)
- Belphegor (mitologia cristã)
- Berith/Beherit (mitologia fenícia, mitologia cristã)
- Bhoot/Bhūta (Sanskrit)
- Bifrons (mitologia cristã)
- Boruta (mitologia eslava)
- Botis (mitologia cristã)
- Buer(mitologia cristã)
- Bukavac (demonologia eslava)
- Bune (mitologia cristã)
- Buta Kala (mitologia indonésia)
- Bushyasta (zoroastrismo)

## C
- Carabia / Decarabia (mitologia cristã)
- Carmelo (mitologia cristã)
- Charún (mitologia etrusca)
- Chemosh (moabita)
- Choronzon(Thelema)
- Cimejes / Kimaris / Cimeries (mitologia cristã)
- Corson (mitologia cristã)
- Crocell / Procell (mitologia cristã)
- Culsu (mitologia etrusca)[3]
- Cérbero (mitologia grega)

## D
- Daeva (mitologia zoroastra)
- Dagon (mitologia semita)[4]
- Dajjal (mitologia islâmica)[5]
- Dantalion (mitologia cristã)[6]
- Danjal (mitologia judaica)
- Davy Jones (folclore nâutico)[7]
- Decarabia (mitologia cristã)
- Demiurgo (Gnosticismo)
- Demogorgon (mitologia cristã)[6]
- Drekavac (mitologia cristã)

## E
- Eisheth (mitologia judaica)
- Eligos (mitologia cristã)
- Eloaiou (gnóstica-cristã)
- Équidna (mitologia grega)

## F
- Focalor (mitologia cristã)
- Foras/Forcas/Forras/ (mitologia cristã)
- Forneus (mitologia cristã)
- Furcas/Forcas (mitologia cristã)
- Furfur (mitologia cristã)

## G
- Gosfe (mitología japonesa)
- Gader'el (mitologia judaica)
- Gaki (mitologia japonesa)
- Gamigin (mitologia cristã)
- Ghoul (Árabe e outras mitologias)
- Glasya-Labolas/Caacrinolaas/Caassimolar/Classyalabolas/Glassia-labolis (demonologia cristã).
- Gords- Demônio dos mil dedos (Demonologia popular)
- Górgona (mitologia grega)
- Gremory/Gomory (demonologia cristã)
- Grigori (mitologia judaica)
- Gualichu (mitologia mapuche)
- Guayota (Guanche)
- Gusion/Gusoin/Gusoyn

## H
- Haagenti (mitologia cristã)
- Halphas/Malthus (mitologia cristã)
- Hantu Raya (mitologia indonésia)
- Harmas (gnóstica-cristã)[1]
- Haures/Flauros/Flavros/Hauras/Havres (mitologia cristã)

## I
- Ifrit
- Íncubo
- Iblis
- Imp
- Ipos/Ipes (mitologia cristã)

## J
- Jinn (mitologia islâmica)
- Jikininki (mitologia japonesa)

## K
- Kabandha/Kabhanda (Hinduismo)
- Kali (Hinduismo)
- Kalila-Oumbri (gnóstica-cristã)[1]
- Karen (mitologia nórdica)
- Kasadya (mitologia judaica)
- Kokabiel (mitologia judaica)
- Kroni (mitologia Ayyavazhi)
- Kermani (mitologia nórdica)

## L
- Lâmia
- Legião (mitologia cristã)
- Lechies (mitologia eslava)
- Leyak (mitologia indonésia)
- Lempo (mitologia finlandesa)
- Leonam (mitologia nórdica)
- Leraje/Leraie (mitologia cristã)
- Leviatã (mitologia judaica, mitologia cristã)
- Lili/Lilin/Lilim (mitologia judaica)
- Lilith (mitologia acádia, mitolofia suméria e folclore judaico)
- Lúcifer (mitologia cristã)

## M
- Malphas (mitologia cristã)
- Mammon (mitologia cristã)
- Mara (mitologia budista)
- Maricha (mitologia hindu)[8]
- Matin (mitologia das baleias)
- Marax/Morax/Foraii (mitologia cristã)
- Marchosias (mitologia cristã)
- Masih ad-Dajjal/Ad-Dajjal/Dajjal (escatologia islâmica)[9]
- Mastema (mitologia judaica)
- Medusa (mitologia grega)
- Melceir-Adonein (gnóstica-cristã)[1]
- Mephistopheles (folclore cristão, folclore alemão)
- Merihem (mitologia cristã e judaica)
- Minotauro (mitologia grega)
- Moloch (mitologia cristã)
- Murmur (mitologia cristã)
- Morfeu (mitologia grega)

## N
- Naamah (mitologia judaica)
- Naberius/Cerbere/Naberus (mitologia cristã)
- Ninurta[10]
- Namtar

## O
- Onoskelis
- Orcus
- Orias/Oriax (mitologia cristã)
- Orobas (mitologia cristã)
- Ose (mitologia cristã)
- Ördög (mitologia húngara)
- O Tokata

## P
- Paimon (mitologia cristã)
- Pazuzu (mitologia babilônica)
- Pelesit (mitologia indonésia)
- Petruco (mitologia filipina)
- Phenex (mitologia cristã)
- Penemue (mitologia cristã e judaica)
- Pithius (mitologia cristã)
- Pocong (mitologia indonésia)
- Pontianak
- Procrusto (mitologia grega)
- Pruflas (mitologia cristã)
- Puloman (Hindu demonology)

## Q
- Quimera (Mitologia Grega)

## R
- Rahab (folclore judaico)
- Raum (mitologia cristã)
- Ronove (mitologia cristã)
- Rusalka (mitologia eslava)
- Rakshasa (hinduísmo)
- Rangda (hinduísmo)
- Ravan (hinduísmo)

## S
- Sabbede (gnóstica-cristã)[1]
- Sabnock (mitologia cristã)
- Saclas (gnóstica-cristã);[1]
- Saleos (mitologia cristã)
- Salpsan (mitologia cristã) - filho de Satã, de acordo com Evangelho de Bartolomeu.
- Samael (demonologia judaica);[1]
- Seir (mitologia cristã)
- Semyaz (demonologia judaica)
- Shax/Chax (mitologia cristã)
- Shedim (folclore judaico)
- Sithis (mitologia nórdica)
- Sitri (mitologia cristã)
- Sthenno (mitologia grega)
- Stolas/Solas (mitologia cristã)
- Suanggi
- Súcubo (mitologia cristã, suméria)
- Surgat (mitologia cristã)

## T
- Tannin (mitologia judaica)
- Toyol
- Thazmiel

## U
- Ukobach (mitologia cristã)

## V
- Valac (mitologia cristã)
- Valefary/Malaphar/Malephar (mitologia cristã
- Vapula (mitologia cristã)
- Vassago (mitologia cristã)
- Vepar (mitologia cristã)
- Vine (mitologia cristã)

## W
- Wendigo (Algonquin)

## X
- Xaphan (mitologia cristã)
- Xezbeth

## Y
- Yabel (gnóstica-cristã)[1]
- Yaldabaoth (gnóstica-cristã);[1] Lúcifer
- Yao (gnóstica-cristã)[1]
- Yeqon
- Yeter'el
- Yobel (gnóstica-cristã)[1]

## Z
- Zagan (mitologia cristã)
- Zepar (mitologia cristã)
- Ziminiar (mitologia cristã)
- Zozo (Ouija)
- Zulu Bangu (mitologia africana)